# Назаров, Юрий Максимович
Ю́рий Макси́мович Наза́ров (1937—2005) — российский кинооператор и сценарист, лауреат ТЭФИ-2005.

## Биография
Юрий Максимович Назаров родился 28 января 1937 года.
Оператор, сценарист.
Юрий Максимович Назаров скончался  13 января 2005 года.

### Фильмография
- 2011 — Сад радости в мире печали (документальный)
- 2005 — Сквозная линия (фильм-спектакль)
- 2005 — Пушкин. Дуэль. Смерть (фильм-спектакль)
- 2004 — Случай с доктором Лекриным (фильм-спектакль)
- 2004 — Легенда о Великом Инквизиторе (фильм-спектакль)
- 2004 — Зимородок (фильм-спектакль)
- 2003 — Сон смешного человека (фильм-спектакль)
- 2003 — Посвящение Еве (фильм-спектакль)
- 2003 — Эта пиковая дама (фильм-спектакль)
- 2003 — Бумажное сердце (фильм-спектакль)
- 2002 — Страстное и сочувственное созерцание (фильм-спектакль)
- 2002 — Интимная жизнь (фильм-спектакль)
- 2001 — Парный танец в одиночку (фильм-спектакль)
- 2001 — За двумя зайцами (фильм-спектакль)
- 2000 — Чудаки (фильм-спектакль)
- 2000 — Портрет мадонны (фильм-спектакль)
- 2000 — Пиковая дама (фильм-спектакль)
- 1999 — Школа скандала (Украина, фильм-спектакль)
- 1999 — Фома Опискин (фильм-спектакль)
- 1999 — У врат царства (фильм-спектакль)
- 1999 — Два Набоковых (фильм-спектакль)
- 1999 — Борис Годунов (фильм-спектакль)
- 1998 — Царь Иоанн Грозный (фильм-спектакль)
- 1998 — С вами опасно иметь дело (Россия, Украина, фильм-спектакль)
- 1997 — Смуглая леди сонетов (фильм-спектакль)
- 1997 — Покинутая (фильм-спектакль)
- 1997 — Матросская тишина (фильм-спектакль)
- 1997 — В Париже (короткометражный)
- 1996 — Ручьи, где плещется форель (фильм-спектакль)
- 1996 — Машинистки (короткометражный)
- 1996 — Любовь на плоту (короткометражный)
- 1996 — Каинова печать (фильм-спектакль)
- 1996 — Волшебное кресло (короткометражный)
- 1995 — Сретенка… Встречи (фильм-спектакль)
- 1995 — Операция Ефима Пьяных (короткометражный)
- 1995 — Жить до страха и боли… (фильм-спектакль)
- 1994 — Женщины в жизни Ивана Бунина (документальный)
- 1993 — Шопен. Соната номер два (фильм-спектакль)
- 1990 — Стариковское дело (фильм-спектакль)
- 1989—1990 — Трое на красном ковре (фильм-спектакль)
  - 1989 — Встреча вторая
  - 1990 — Встреча третья
- 1989 — Хлеб для собаки (фильм-спектакль)
- 1988 — Красное вино победы (фильм-спектакль)
- 1980 — А. П. Чехов. Рассказы (фильм-спектакль)
- 1975 — Улыбнись, ровесник! | Soviel Lieder, soviel Worte! (СССР, ГДР)
- 1968 — Гуля Королёва (фильм-спектакль)
- 1962 — Интервью у весны (фильм-спектакль)

### Награды
Юрий Максимович Назаров — лауреат премии ТЭФИ в номинации «Оператор телевизионного документального фильма/сериала» за фильм «А. Шнитке. Дух дышит, где хочет…», АНО «Телекомпания „Вектор — Русь“» по заказу ГТРК «Культура».